# Ван Тао
Ван Тао (王燾, 670 —755) — китайський державний службовець та лікар часів династії Тан.

## Життєпис
Народився на території сучасної провінції Шеньсі в чиновницькій родині. Його дід був першим міністром імператора Тай-цзуна. Високі посади займали його батько Ван Цзін й старший брат. Ван Тао продовжив сімейну традицію, змінивши за своє життя кілька посад. Ніколи не був професійним лікарем.
У юнацтві Ван Тао багато хворів. Йому часто доводилося приймати різні ліки. Намагаючись розібратися в механізмі їх дії, він почав вивчати медицину. Прагнення до оволодіння медичними знаннями зросло під час хвороби матері. Ван Тао став часто консультуватися зі знаменитими лікарями і, урешті-решт, досить добре оволодів основами медицини.
Пізніше Ван Тао був призначений чиновником державного книгосховища Хун-вень, де зберігалося безліч стародавніх книг. Протягом більш ніж 20 років служби в книгосховищі він вивчав зберігаються тут медичні книги, виписував з них рецепти, з часом зібравши багаті матеріали.
У 742 році Ван Тао був направлений на службу до м. Фанлін (на території сучасної провінції Хубей). Зібрані за час служби в книгосховищі матеріали він взяв з собою. Коли тут спалахнула епідемія він успішно зцілив своїх родичів і знайомих.
У 752 році на основі зібраних медичних матеріалів Ван Тао становить книгу «Вайтай міяофан» («Секретні рецепти з книгосховища»), в якій крім лікарських рецептів описані методи припікання.